# شهرستان آلبرت، نیو برانزویک
بخش البرت، نیو برانسویک (به انگلیسی: Albert County, New Brunswick) یک سکونتگاه مسکونی در کانادا است که در نیوبرانزویک واقع شده‌است.

## خصوصیات
بخش البرت ۲۸٬۸۴۶ نفر جمعیت دارد.